# Färingsö
59°23′N 17°38′Ø / 59.383°N 17.633°Ø
Färingsö, eller Svartsjölandet, er en ø i Mälaren.  Den ligger i Ekerö kommun vest for Stockholm,  Uppland. Øen er omgivet af  Långtarmen i vest og Lövstafjärden, Lambarfjärden og Mörbyfjärden i øst.

## Historie
Färingsö blev tidligt præget af kongelige ejere. Det mest kendte sted er Svartsjö med Svartsjö slot, som nu fremstår med rokokobygninger fra 1700-tallet. Allerede i midten af 1300-tallet blev Svartsjö et kongeligt slot. Da Gustav Vasa lod  stenslottet bygge, blev Svartsjö en  betydende del i hans rige. I slutningen af  1600-tallet brændte slottet ned og erstattedes senere af det nuværende 1700-tals lyst- og jagtslot for  dronning Ulrika Eleonora, efter tegninger af Carl Hårleman. I 1800-tallet forfaldt slottet og blev kort før århundredskiftet til 1900 omdannet til fængsel, og det var det til først i 1960'erne. I dag er Svartsjö slot restaureret. PÅ grund af den stærke kongelige dominans på Färingsö er der ikke andre større herregårde. Det blev de mange landsbyer som gav Färingsö sin karaktär.

## Nyere historie
På Färingsö startade i 1947 børnepsykiatriske institution Barnbyn Skå på initiativ af Stockholms børneforsorgsnævn som et alternativ til datidens børneinstitutioner. Den var for drenge og piger i aldren 7-15 år med  neurotiske og psykopatiske problematikker, med  afvigende, asocialt opførsel som misbrug, vagabondering, vold og tyveri til følge. Blandt de kendte forstandere var Gustav Jonsson ("Skå-Gustav"). På øen er der også en lukket kvindefængsel Anstalten Färingsö, samt Anstalten Svartsjö der er et åbent fængsel for mænd.
Den største by på Färingsö er Stenhamra. En af Färingsös småbyer  er Svartsjö.

## Eksterne kilder og henvisninger
1. ↑  "Ekerö kommun om Färingsö". Arkiveret fra originalen 10. juni 2011. Hentet 21. juni 2011.

- Wikimedia Commons har flere filer relateret til Färingsö